# Univers ecpiròtic
L'Univers Ecpiròtic o Model Ecpiròtic és una teoria física cosmològica que tracta l'origen de l'univers.
El terme ecpiròtic s'origina a partir de la paraula ecpirosi (grec antic: ἡ ἐκπύρωσις -εως) de la filosofia estoica, 
la conflagració còsmica cíclica o "destrucció cíclica del món pel foc" que representa el cicle etern i recurrent de la destrucció i el renaixement.
El model ecpiròtic de l'univers és una alternativa al paradigma de la inflació còsmica. Aquests dos models accepten que el Model Lambda-CDM del big-bang és una descripció apropiada per a l'univers en les primeres etapes. El model ecpiròtic n'és un precursor, alhora que parteix del model cíclic.
Aquest model es considera una alternativa al big-bang en algunes publicacions recents

## Introducció
La teoria cosmològica de les branes assumeix que l'univers visible està situat en una brana tridimensional que es mou dins d'un espai amb un nombre major de dimensions. La nostra brana pot formar part d'una sèrie d'incomptables branes movent-se a través d'aquestes dimensions addicionals. L'escenari ecpiròtic fou proposat per Justin Khoury, Burt Ovrut, Paul Steinhardt i Neil Turok el 2001. Aquest escenari suggereix que l'univers visible era buit i estava en contracció en un passat remot. En un cert moment, la nostra brana col·lidí amb una altra brana paral·lela “amagada”, col·lisió que provocà un canvi que va fer que es passés d'univers en contracció a un univers en expansió La radiació i la matèria es crearen amb la col·lisió que va originar el big-bang i a partir d'aquest, el nostre univers. La col·lisió de branes, des del punt de vista de les quatre dimensions de les branes visibles té l'aparença d'un Big Crunch seguit del big-bang.

## Problemes
L'escenari ecpiròtic no està lliure de problemes. Entre ells hi ha la manca d'entesa entre els especialistes teòrics en teoria de cordes i el fet de no saber què passa realment quan dues branes xoquen entre si. D'altra banda, l'escenari ecpiròtic utilitza algunes idees essencials de la Teoria de Cordes., sobretot les múltiples dimensions, branes i orbifolds. A banda, naturalment, que la Teoria de Cordes no és una teoria acceptada per tota la comunitat de la física.